# Piateda

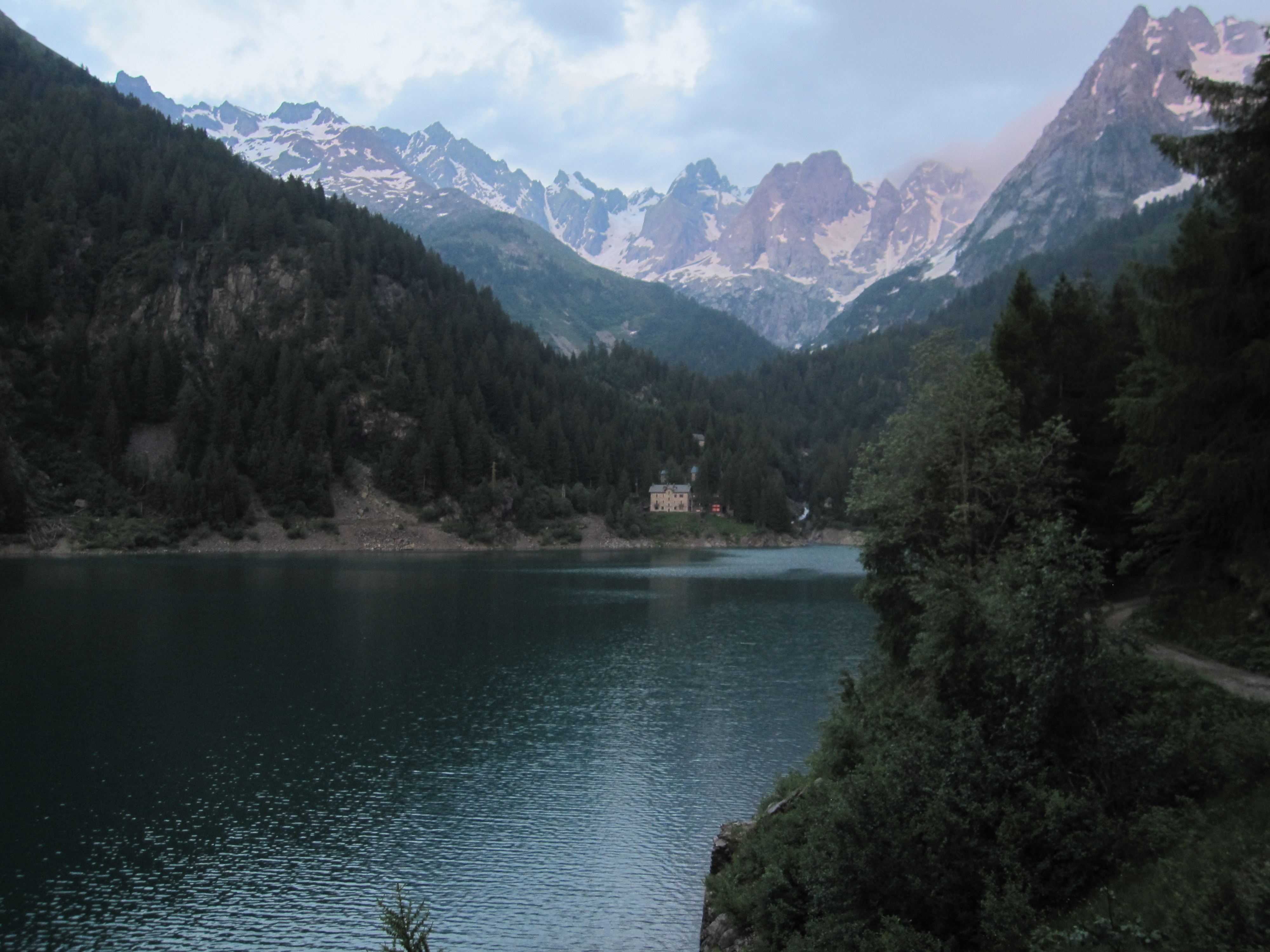
Piatedasee

Piateda ist eine norditalienische Gemeinde (comune) mit 2054 Einwohnern (Stand 31. Dezember 2023) in der Provinz Sondrio in der Lombardei.

## Geographie
Die Gemeinde liegt etwa 4,5 Kilometer ostsüdöstlich von der Provinzhauptstadt Sondrio an der Adda und grenzt unmittelbar an die Provinz Bergamo. 
Die Nachbargemeinden sind Albosaggia, Caiolo, Carona (BG), Faedo Valtellino, Montagna in Valtellina, Poggiridenti, Ponte in Valtellina, Tresivio und Valbondione (BG).

## Verkehr
Durch die Gemeinde führt die Strada Statale 38 dello Stelvio führt von Piantedo nach Bozen über das Stilfser Joch.

## Sehenswürdigkeiten
- Pfarrkirche Santissimo Crocifisso im Ortsteil Pianteda al Piano mit Gemälde San Vittore des Malers Pietro ligari (1739).
- Kirche Sant’Agostino in der Fraktion Agneda mit Gemälde Madonna mit Kind und Heiligen Agostino und Antonio von Cipriano Valorsa (1597).
- Die älteste ist die Pfarrkirche Santa Caterina aus dem 16. Jahrhundert in der Fraktion Boffetto. Im Barockstil ist sie innen reich ausgestattet mit wertvollen Werken, von denen die meisten zwischen dem 17. und 18. Jahrhundert ausgeführt wurden.